# بازار بروجرد
بازار بروجرد از جاذبه‌های شهر بروجرد است و در سال ۱۳۴۵ با شماره ۱۲۸۶/۳ در فهرست آثار ملی و تاریخی ایران به ثبت رسیده است.

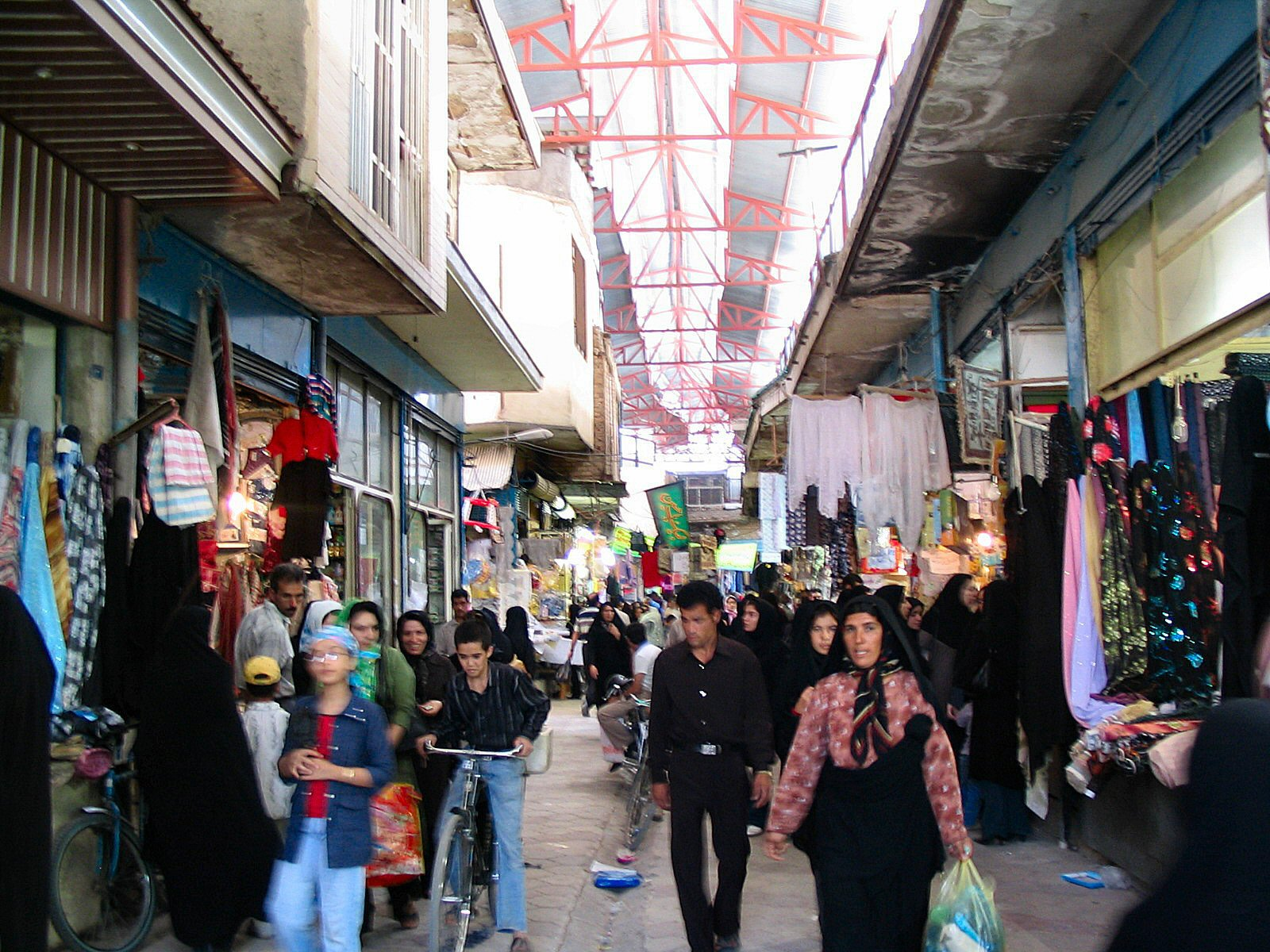

بازار بزرگ بروجرد که ساکنان محلی به آن راسا بازار به معنی راسته بازار می گویند، از عمده‌ترین مرکز تجارت سنتی شهر بروجرد است در کنار بازار های مدرن این شهر
که مورد استفاده شهرنشینان و روستائیان شهرستان بروجرد و نیز دیگر شهرهای اطراف قرار می‌گیرد. این بازار همچنین نقش عمده ای در تجارت منطقه ای در استانهای لرستان، مرکزی و همدان دارد
. عشایر لر و بختیاری در فصلهای بهار و تابستان برای تأمین مایحتاج خود روزهای متمادی را در این بازار می گذرانند.
در زلزله سال ۱۲۳۰  این بازار به کل تخریب شد که بعد از ان توسط حکمرانان بروجرد بازسازی شد که طاق و ... دیگر برای ان ساخته نشد.
برعکس دیگر بازار های ایران با توجه به اب و هوای خنک و سردسیری بروجرد بجای تیمچه از کاروانسرا هایی رو باز استفاده شده هست هرچند دو عدد تیمچه در ان وجود دارد در سرای یوسفیه و نظامی و بیش از ۱۲ کاروانسرا در ان وجود دارد ...

## تاریخچه
تاریخ دقیق بازار بروجرد مشخص نیست اما ساختار فعلی بازار بروجرد در دوره قاجاریه طرحریزی و ساخته شده‌است. حسام السلطنه شاهزاده قاجاری مقر حکومت ولایت خوزستان و لرستان را در بروجرد قرار داد و بناهای زیادی در آن ساخت که راسته بازار بروجرد از آن جمله است. این بازار به مرور بافت تاریخی خود را از دست داده و امروزه علاوه بر مشاغل جدید، مغازه‌ها و پاساژهای متعددی در آن ساخته شده که عاری از هنر معماری هستند.
سابقه بازار بزرگ و قدیمی بروجرد احتمالاً به اولین دوره‌های شکل گیری شهر بر می گردد. بخش اعظمی از راستای اصلی سر پوشیده آن در دهه‌های 20 و 30 به علت‌های مختلف از جمله احداث خیابان، آتش سوزی و همچنین متعاقب آن در دوران جنگ ایران و عراق بر اثر بمباران از بین رفته‌است و بجز چند راسته فرعی و حدود 6 سرای تجاری مابقی نوساز هستند. با این وجود بازار به همان شکل سابق و حرف و پیشه‌های مختلف کارکرد خود را حفظ نموده است.

## ساختار
بازار بروجرد مشتمل بر راسته بازارها، کاروانسراها و مراکز جانبی مانند حمام و مسجد است. راسته بازارها عمدتاً به مشاغل خاص اختصاص دارند و با همان نام شناخته می‌شوند مانند بازار مسگرها، بازار علافها، بازار زرگرها و بازار چلنگرها. کاروانسراها در دوران قاجار و پهلوی ساخته شده‌اند و عمدتاً با ورودیهای متعدد به راسته بازارها و دیگر سراهای مجاور متصل می‌شوند. برخی از این کاروانسراها به لحاظ معماری ارزشمند هستند از جمله کاروانسرای حافظیه.از جمله این سراهای قدیمی می‌توان به سرای حافظی، سرای قیصریه، سرای وحدتی و سرای نیک نژاد اشاره کرد.
سرای حافظی در کنار راسته اصلی بازار قدیم بروجرد واقع شده و از ساخته‌های دوره قاجاریه می‌باشد . بنا دارای سه در ورودی در شرق،غرب و جنوب می‌باشد که به صورت دو طبقه ساخته شده و دارای حیاط مرکزی،انبار و محل بارانداز می‌باشد. دکانهای طبقه اول همه به صورت طاق تویزه یا طاق آهنگ هستند و فضاهای طبقه دوم که از طریق چند راه پله در دالانهای ورودی امکان‌پذیر است یا تیرهای چوبی و به صورت سقف مسطح است که از یک ایوان با ستونهای چوبی در جلو و مشرف بر حیاط و دکانهای در پشت آن می‌باشد .

## ویژگی
علیرغم تغییرات شدید در سبک زندگی مردم، هنوز ردپای بسیاری از مشاغل سنتی در بازار بروجرد دیده می‌شود و عده ای به تولید محصولات سنتی مانند گیوه و جوراب، نخ و ریسمان، ظروف مسی و پارچه‌های سنتی مشغولند. محصولات تولیدی اینان بیشتر به مصرف روستائیان و عشایر کوچرو می‌رسد.

## نگارخانه

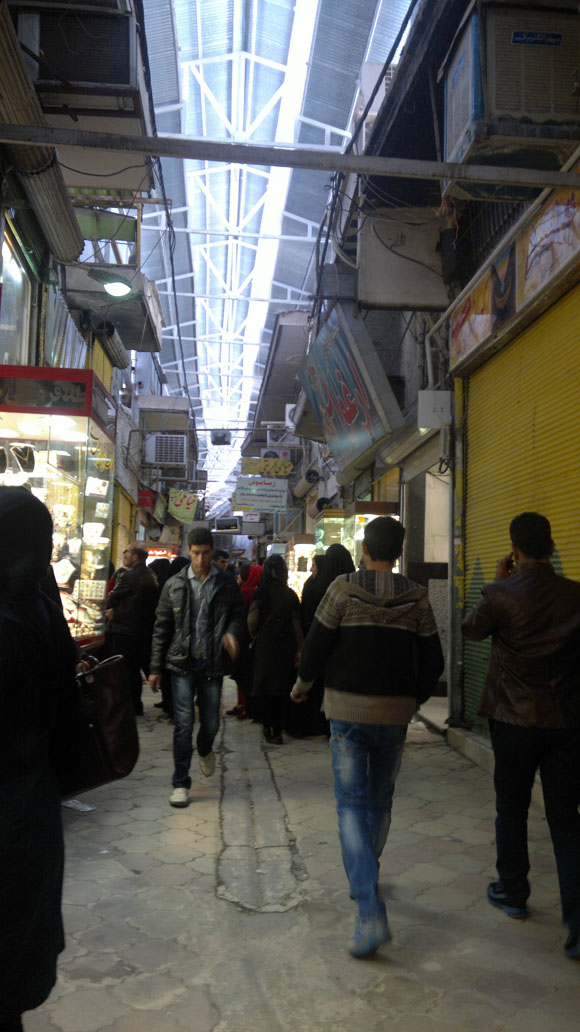
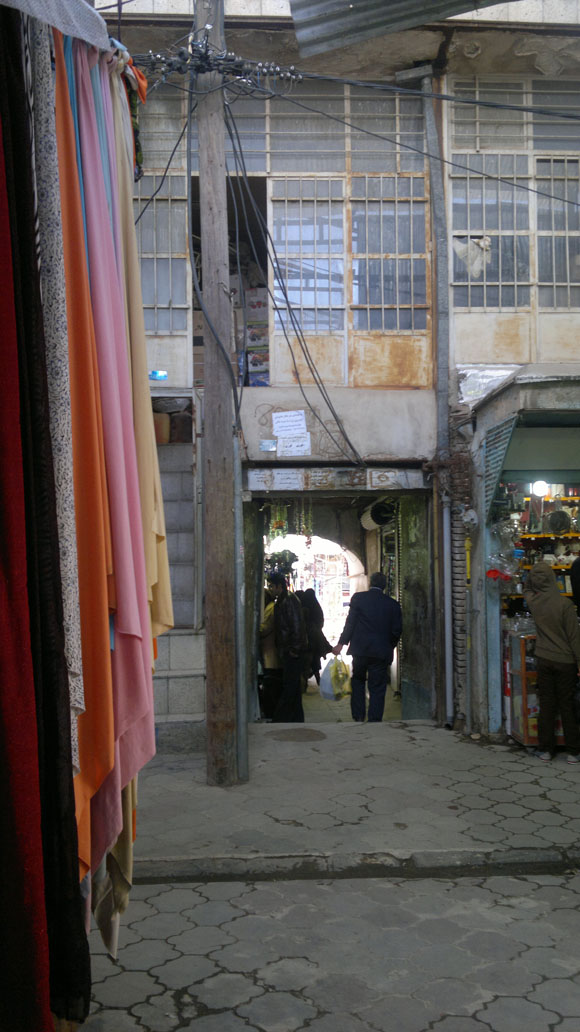
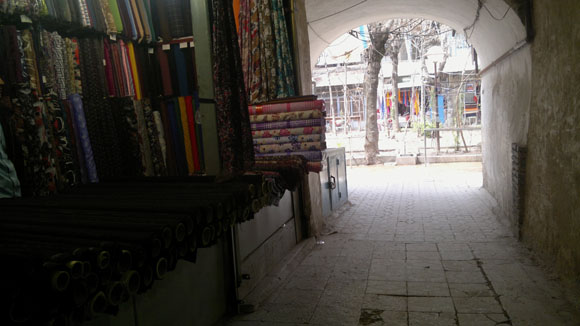
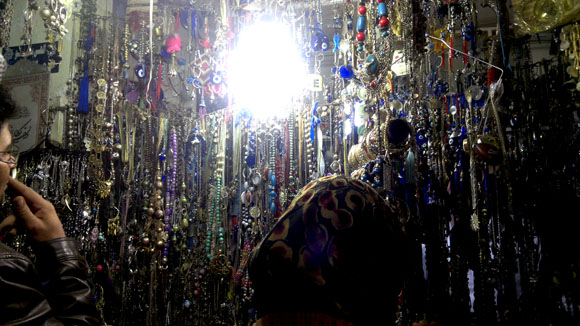
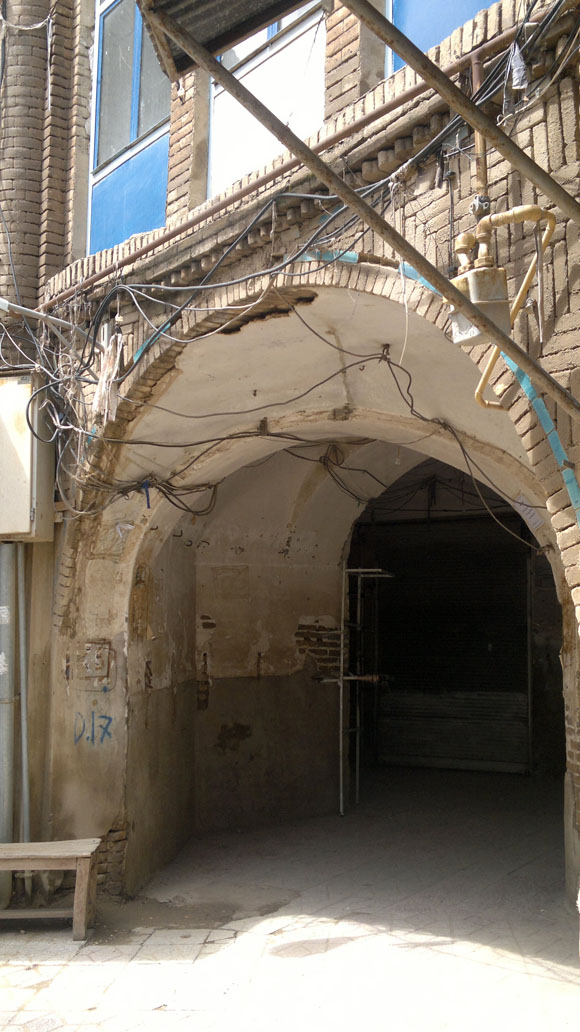
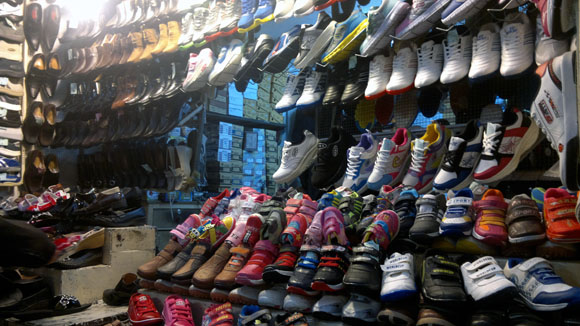
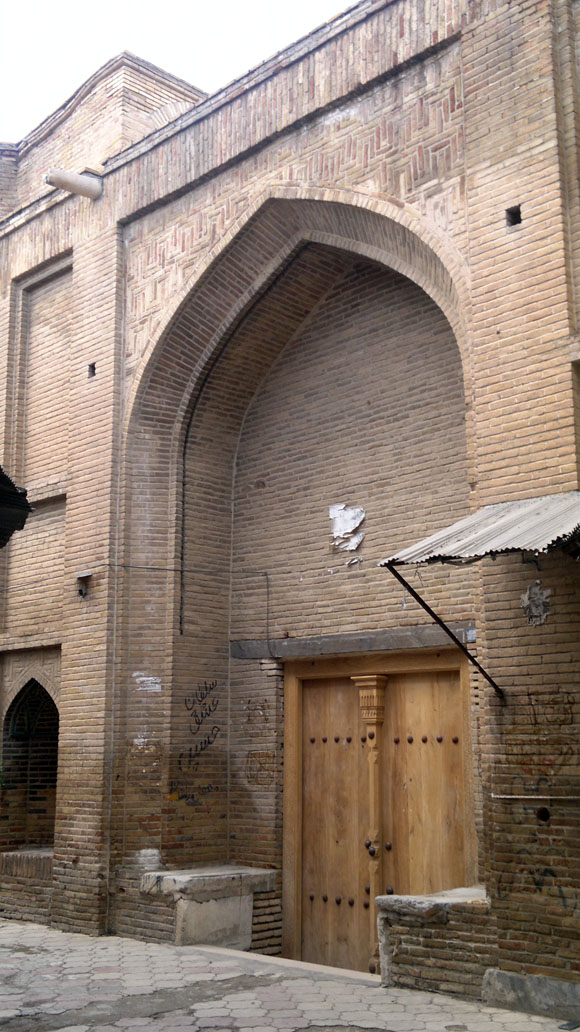
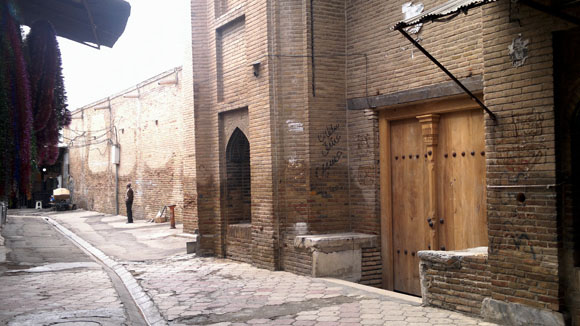

## نیز نگاه کنید
- فهرست بازارهای ایران
- بافت تاریخی بروجرد
- سرای یوسفیه

## پیوندها
- گزارش تصویری از بازار بروجرد ایرنا[پیوند مرده]

1. ↑  http://بازار-کهنه-بروجرد/
2. ↑  http://بازار-کهنه-بروجرد/
3. http://بازار-کهنه-بروجرد/
4. http://بازار-کهنه-بروجرد/
5. ↑  http://بازار-کهنه-بروجرد/
6. ↑  وروگرد/ «بازار قدیمی بروجرد» مقدار |نشانی= را بررسی کنید (کمک). وبسایت سیری در ایران. دریافت‌شده در ۱۸ مارس ۲۰۱۵.[پیوند مرده]